# Agua nebulizada

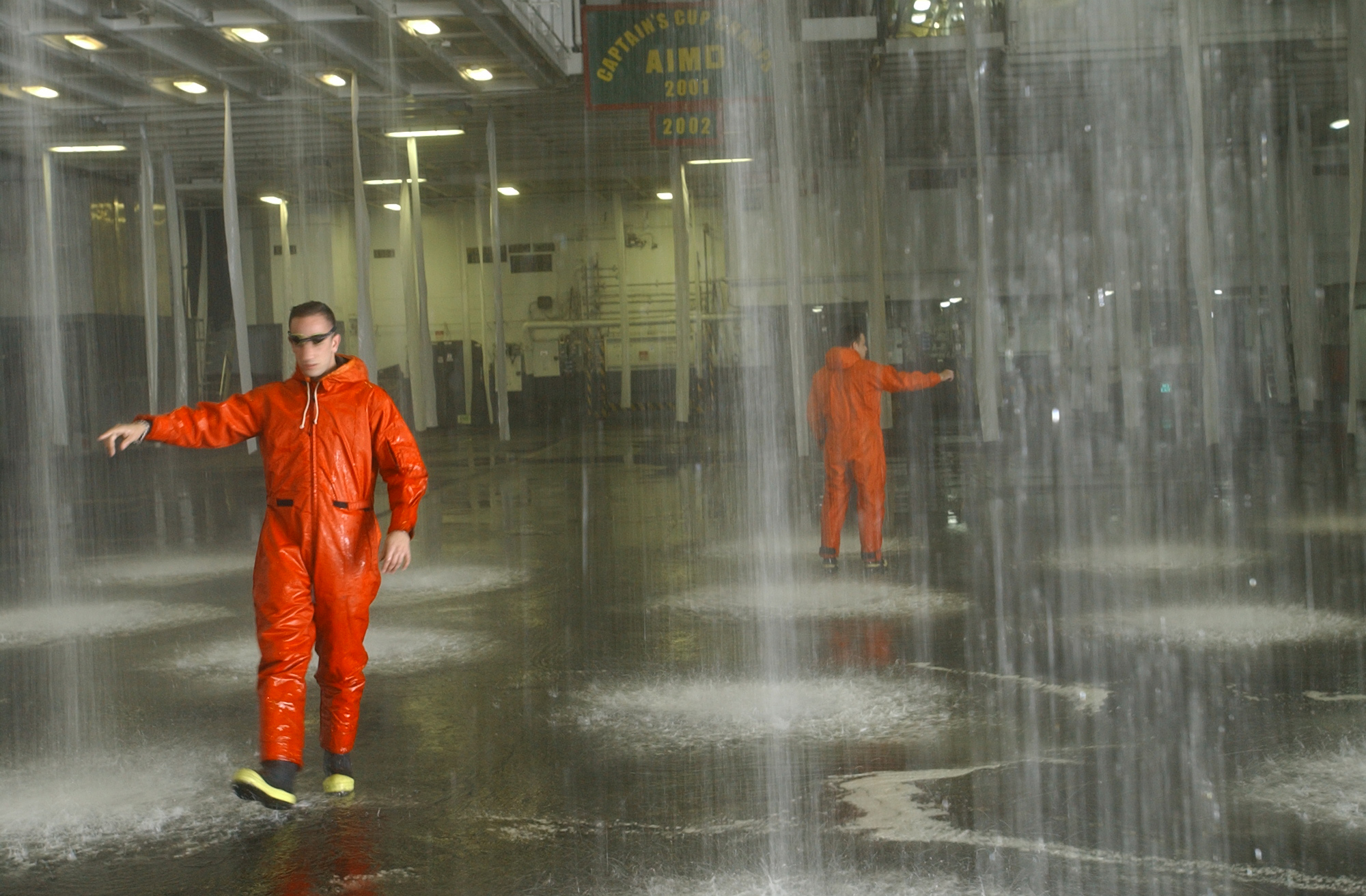
Test con rociadores contra incendios en el hangar del barco.

El agua nebulizada se refiere a agua que ha sido convertida en pequeñas gotas finas o partículas mediante un proceso conocido como nebulización. La nebulización implica la ruptura del agua en gotas extremadamente pequeñas, generalmente mediante el uso de dispositivos como nebulizadores o pulverizadores.
Estos dispositivos pueden generar una niebla o aerosol de agua con gotas muy finas, que pueden ser tan pequeñas como micrómetros. Esta técnica se utiliza en diversas aplicaciones, como sistemas de humidificación, sistemas de enfriamiento, control de polvo en la industria, y también en aplicaciones médicas, como la administración de medicamentos a través de un inhalador.
En el contexto del control de incendios, el agua nebulizada a menudo se utiliza como un método para combatir incendios, ya que las pequeñas gotas tienen una mayor superficie de contacto con el fuego y pueden absorber el calor de manera más efectiva. Este tipo de sistemas a menudo se emplea en entornos donde se desea minimizar el daño causado por el agua, ya que la nebulización reduce la cantidad de agua utilizada en comparación con métodos convencionales de rociado.

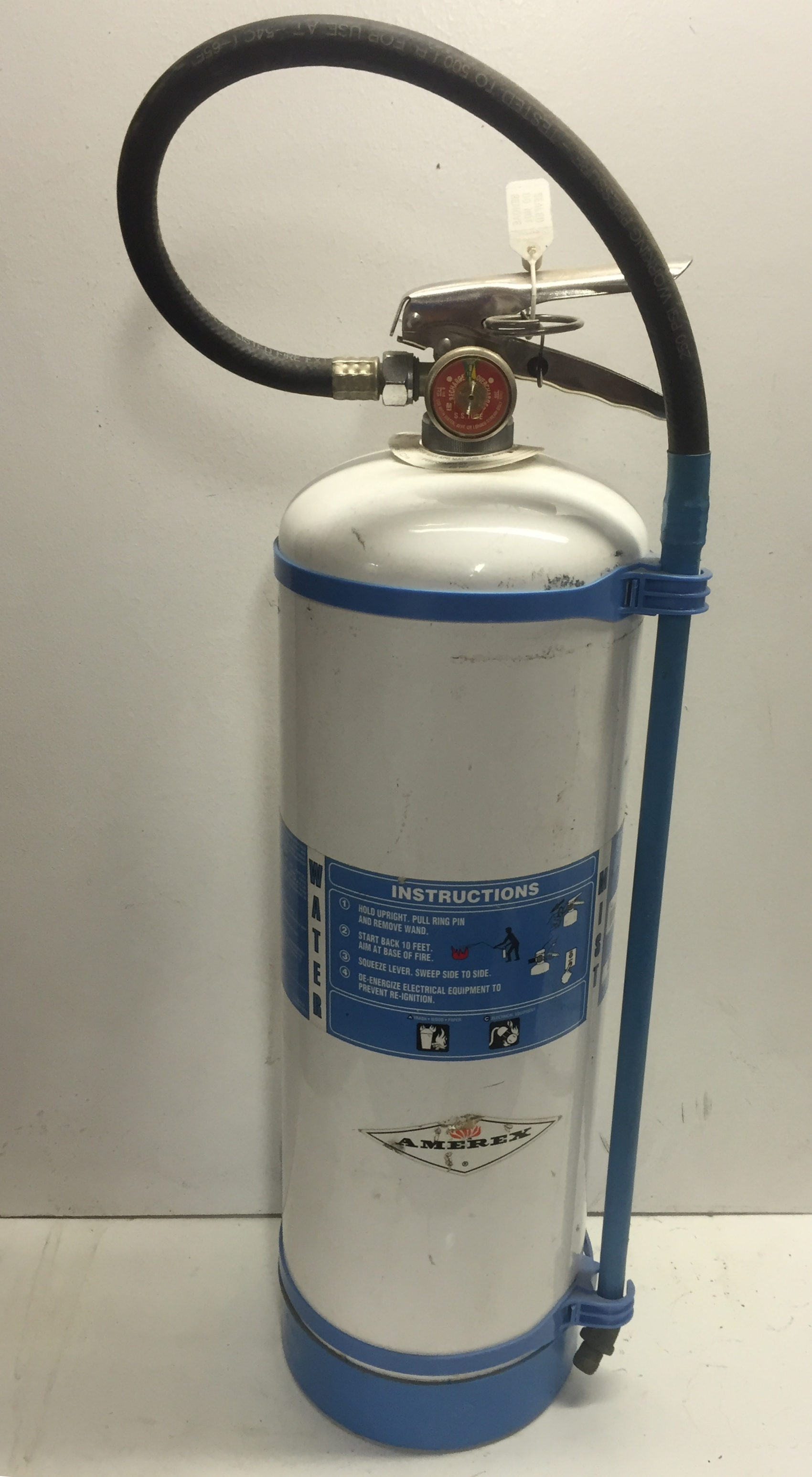
Extintor de agua nebulizada de la marca Amerex.

## Usos
En el caso de los extintores de agua nebulizada, los cuales están diseñados para combatir incendios utilizando agua que ha sido convertida en pequeñas gotas finas mediante un proceso de nebulización. Este tipo de extintor es eficaz para apagar fuegos de clase A (fuegos que involucran materiales sólidos comunes como madera, papel, tela, etc.). La nebulización del agua aumenta la superficie de contacto con el fuego y permite que el agua absorba el calor más eficientemente.

## Características y ventajas
Ausencia de daño colateral
La nebulización del agua minimiza el daño causado por el agua, ya que se utiliza menos cantidad en comparación con otros sistemas tradicionales de agua a presión.
Seguridad eléctrica
El agua nebulizada es segura para su uso en fuegos que involucran equipos eléctricos hasta ciertos voltajes, ya que las gotas finas no conducen la electricidad de la misma manera que grandes cantidades de agua, mayormente se usan en centros de datos.
Versatilidad
Pueden ser utilizados en una variedad de entornos, incluyendo oficinas, hogares y entornos industriales, siempre que el fuego sea de clase A. En cambio, los extintores de agua nebulizada no son adecuados para incendios de clase B (líquidos inflamables) o clase C (equipos eléctricos bajo tensión). Además, la efectividad de estos extintores puede depender del tipo específico de incendio y las condiciones en las que se encuentre.